# Blepharella vivax
Blepharella vivax là một loài ruồi trong họ Tachinidae.